# Triclioscelis burmeisteri
Triclioscelis burmeisteri is een vliegensoort uit de familie van de roofvliegen (Asilidae). De wetenschappelijke naam van de soort is voor het eerst geldig gepubliceerd in 1900 door von Roeder.